# Jonathan Vilma
Jonathan Polynice Vilma (* 16. April 1982 in Coral Gables, Florida) ist ein ehemaliger American-Football-Spieler auf der Position des Middle Linebackers. Er spielte in der National Football League (NFL) für die New York Jets und die New Orleans Saints, mit denen er den Super Bowl XLIV gewinnen konnte.

## College-Karriere

### University of Miami
Jonathan Vilma spielte vier Jahre für das Collegeteam der University of Miami. Seine Statistik beläuft sich auf 377 Tackles, drei Sacks, neun Interceptions, vier Fumbles und
neun Pass Deflections (abgewehrte Pässe).

## NFL-Karriere

### New York Jets
Vilma wurde von den New York Jets an 12. Stelle im NFL Draft 2004 ausgewählt. In seiner Rookie-Saison wurde er mit 108 Tackles, zwei Sacks und drei Interceptions zum NFL Defensive Rookie of the Year gewählt. Er spielte bis zum Jahr 2007 für die Jets, wobei er 435 Tackles, zweieinhalb Sacks, sechs Interceptions, sechs Forced Fumbles und einen Touchdown erzielt hatte.

### New Orleans Saints
Am 29. Februar 2008 wurde Jonathan Vilma von den Jets zu den New Orleans Saints getauscht. Die Jets bekamen einen Viertrunden-Pick im NFL Draft 2008 und einen möglichen Pick im Draft 2009. In der Saison 2009 konnte Vilma unter Head Coach Sean Payton mit den Saints in den Super Bowl einziehen. Im Super Bowl XLIV wurden die Indianapolis Colts mit 31:17 besiegt.
Nachdem ihn eine hartnäckige Verletzung längere Zeit außer Gefecht setzte, wurde er im Februar 2014 von den Saints entlassen.
Im Dezember 2015 gab Vilma seinen Abschied vom aktiven Sport bekannt.